# (100656) 1997 WD17
(100656) 1997 WD17 es un asteroide perteneciente al cinturón de asteroides descubierto el 23 de noviembre de 1997 por el equipo del Spacewatch desde el Observatorio Nacional de Kitt Peak, Arizona, Estados Unidos.

## Designación y nombre
Designado provisionalmente como 1997 WD17.

## Características orbitales
1997 WD17 está situado a una distancia media del Sol de 2,529 ua, pudiendo alejarse hasta 2,980 ua y acercarse hasta 2,078 ua. Su excentricidad es 0,178 y la inclinación orbital 6,213 grados. Emplea 1469,36 días en completar una órbita alrededor del Sol.

## Características físicas
La magnitud absoluta de 1997 WD17 es 15,5. 